# Aïn Thrid
Aïn Thrid (în arabă عين الثريد) este o comună din provincia Sidi Bel Abbès, Algeria.
Populația comunei este de 2.373 de locuitori (2008).